# 12 février aux Jeux olympiques de 2006
Le dimanche 12 février aux Jeux olympiques d'hiver de 2006 est le deuxième jour de compétition.

## Programme
- 10h00 : Ski de fond (F) : 15 km poursuite  ; finale
- 10h00 : Snowboard (H) : qualifications, 1re manche
  - 1er Shaun White États-Unis
  - 2e Danny Kass États-Unis
  - 3e Markku Koski Finlande
- 11h00 : Snowboard (H) : qualifications, 2e manche
  - 1er Shaun White ( États-Unis) 45,3
  - 2e Gary Zebrowski ( France) 43,3
  - 3e Markku Koski ( Finlande) 40,6
  - 4e Vinzenz Lüps ( Allemagne) 39,5
  - 5e Markus Keller ( Suisse) 38,3
  - 6e Crispin Lipscomb ( Canada) 37,9
- 12h00 : Ski alpin (H) : Descente ; finale
- 13h45 : Ski de fond (H) : 30 km poursuite  ; finale
- 14h00 : Snowboard (H) : finale, 1re manche
  - 1er Shaun White ( États-Unis) 46,8
  - 2e Markku Koski ( Finlande) 41,5
  - 3e Mason Aguirre ( États-Unis) 40,3
- 14h35 : Snowboard (H) : finale, 2e manche
- 16h00 : Luge (H) : Simple ; 3e manche
  - 1er Albert Demtschenko ( Russie) 51 s 396
  - 2e Armin Zöggeler ( Italie) 51 s 430
  - 3e Martins Rubenis ( Lettonie) 51 s 561
- 16h30 : Patinage de vitesse (F) : 3 000 m ; finale
- 16h35 : Hockey sur glace (F) : Préliminaire groupe A (match 5) ;  Russie 0 - 12  Canada
- 18h00 : Saut à ski (H) individuel : 1re manche
- 18h10 : Luge (H) : Simple ; 4e manche
- 19h00 : Hockey sur glace (F) : Préliminaire groupe B (match 6) ;  Allemagne 0 - 5  États-Unis
- 19h05 : Saut à ski (H) : (H) individuel ; manche finale
- 19h30 : Short-track (H) : 1 500 m ; 1re série (3 premiers qualifiés)
  - 1er Mathieu Turcotte ( Canada) 2 min 23 s 402
  - 2e Pieter Gysel ( Belgique) 2 min 23 s 411
  - 3e Jon Eley ( Royaume-Uni) 2 min 23 s 887
- 19h35 : Short-track (H) : 1 500 m ; 2e série (3 nouveaux qualifiés)
  - 1er Ho-Suk Lee ( Corée du Sud) 2 min 31 s 511
  - 2e Satoru Terao ( Japon) 2 min 31 s 903
  - 3e Vyacheslav Kurginyan ( Russie) 2 min 33 s 802
- 19h40 : Short-track (H) : 1 500 m ; 3e série (3 nouveaux qualifiés)
  - 1er Ye Li ( Chine) 2 min 27 s 622
  - 2e Cees Juffermans ( Pays-Bas) 2 min 27 s 696
  - 3e Fabio Carta ( Italie) 2 min 27 s 799
- 19h45 : Short-track (H) : 1 500 m ; 4e série (3 nouveaux qualifiés)
  - 1er Ahn Hyun-soo ( Corée du Sud) 2 min 29 s 808
  - 2e Nicola Rodigari ( Italie) 2 min 29 s 885
  - 3e Peter Darazs ( Hongrie) 2 min 30 s 281
- 19h50 : Short-track (H) : 1 500 m ; 5e série (3 nouveaux qualifiés)
  - 1er Charles Hamelin ( Canada) 2 min 19 s 469
  - 2e JiaJun Li ( Chine) 2 min 19 s 631
  - 3e Alex Izykowski ( États-Unis) 2 min 19 s 731
- 19h55 : Short-track (H) : 1 500 m ; 6e série (3 nouveaux qualifiés)
  - 1er Apolo Anton Ohno ( États-Unis) 2 min 23 s 668
  - 2e Niels Kerstholt ( Pays-Bas) 2 min 23 s 854
  - 3e Viktor Knoch ( Hongrie) 2 min 23 s 876
- 20h15 : Short-track (F) : 500 m ; 1re série (2 premières qualifiées)
  - 1 Meng Wang ( Chine)45 s 011
  - 2 Marta Capurso ( Italie)45 s 217
- 20h18 : Short-track (F) : 500 m ; 2e série (2 nouvelles qualifiées)
  - 1 Alanna Kraus ( Canada)45 s 688
  - 2 Yun-Mi Kang ( Corée du Sud)45 s 755
- 20h21 : Short-track (F) : 500 m ; 3e série (2 nouvelles qualifiées)
  - 1 Evgenia Radanova ( Bulgarie)45 s 703
  - 2 Kateřina Novotná ( République tchèque)46 s 279
- 20h24 : Short-track (F) : 500 m ; 4e série (2 nouvelles qualifieés)
  - 1 Anouk Leblanc-Boucher ( Canada)45 s 929
  - 2 Hyo-Jung Kim ( États-Unis)46 s 077
- 20h27 : Short-track (F) : 500 m ; 5e série (2 nouvelles qualifiées)
  - 1 Tianyu Fu ( Chine)45 s 636
  - 2 Yuka Kamino ( Japon)45 s 848
- 20h30 : Short-track (F) : 500 m ; 6e série (2 nouvelles qualifiées)
  - 1 Allison Baver ( États-Unis)45 s 998
  - 2 Erika Huszar ( Hongrie)46 s 113
- 20h33 : Short-track (F) : 500 m ; 7e série (2 nouvelles qualifiées)
  - 1 Kalyna Roberge ( Canada)45 s 396
  - 2 Arianna Fontana ( Italie)45 s 398
- 20h36 : Short-track (F) : 500 m ; 8e série (2 nouvelles qualifiées)
  - 1 Sun-Yu Jin ( Corée du Sud)45 s 954
  - 2 Sarah Lindsay ( Royaume-Uni)46 s 290
- 20h54 : Short-track (H) : 1 500 m ; 1re demi-finale
  - 1 Charles Hamelin ( Canada) 2 min 20 s 854 (Qualifié en finale A)
  - 2 Ho-Suk Lee ( Corée du Sud) 2 min 20 s 901 (Qualifié en finale A)
  - 3 Niels Kerstholt ( Pays-Bas) 2 min 21 s 748 (Qualifié en finale B)
  - 4 Satoru Terao ( Japon) 2 min 21 s 774 (Qualifié en finale B)
- 20h59 : Short-track (H) : 1 500 m ; 2e demi-finale
  - 1 Ahn Hyun-soo ( Corée du Sud) 2 min 17 s 718 (Qualifié en finale A)
  - 2 JiaJun Li ( Chine) 2 min 17 s 836 (Qualifié en finale A)
  - 3 Mathieu Turcotte ( Canada) 2 min 18 s 280 (Qualifié en finale B)
  - 4 Peter Darazs ( Hongrie) 2 min 18 s 348 (Qualifié en finale B)
- 21h04 : Short-track (H) : 1 500 m ; 3e demi-finale
  - 1 Ye Li ( Chine) 2 min 19 s 386 QA
  - 2 Viktor Knoch ( Hongrie) 2 min 19 s 600 (Qualifié en finale A)
  - 3 Fabio Carta ( Italie) 2 min 19 s 724 (Qualifié en finale B)
  - 4 Apolo Anton Ohno ( États-Unis) 2 min 20 s 346 (Qualifié en finale B)
- 21h24 : Short-track (F) : Relais 3 000 m ; 1re demi-finale
- 21h31 : Short-track (F) : Relais 3 000 m ; 2e demi-finale
- 21h53 : Short-track (H) : 1 500 m ; finale B
- 21h58 : Short-track (H) : 1 500 m ; finale A

(H) : Hommes ; (F) : Femmes ; (M) : Mixte
L'heure utilisée est l'heure de Turin : UTC+01 heure ; la même utilisée à Bruxelles, Genève et Paris.

## Finales

### Ski de fond - 15 km individuel F
| Place | Nation             | Athlète                    | Temps         |
| ----- | ------------------ | -------------------------- | ------------- |
| 1er   | Estonie            | Kristina Smigun            | 42 min 48 s 7 |
| 2e    | République tchèque | Kateřina Neumannová        | + 1 s 9       |
| 3e    | Russie             | Evgenia Medvedeva-Abruzova | + 14 s 5      |
| 4e    | Norvège            | Kristin Stormer Steira     | + 18 s 1      |
| 5e    | Italie             | Gabriella Paruzzi          | + 30 s 2      |
| 6e    | Canada             | Beckie Scott               | + 31 s 9      |
| 7e    | Russie             | Olga Sawjalowa             | + 35 s 0      |
| 8e    | Pologne            | Justyna Kowalczyk          | + 36 s 9      |

### Ski alpin - Descente H
| Place | Nation        | Athlète             | Temps         |
| ----- | ------------- | ------------------- | ------------- |
| 1er   | France        | Antoine Dénériaz    | 1 min 48 s 80 |
| 2e    | Autriche      | Michael Walchhofer  | 1 min 49 s 52 |
| 3e    | Suisse        | Bruno Kernen        | 1 min 49 s 82 |
| 4e    | Norvège       | Kjetil André Aamodt | 1 min 49 s 88 |
| 5e    | États-Unis    | Bode Miller         | 1 min 49 s 93 |
| 6e    | Autriche      | Hermann Maier       | 1 min 50 s 00 |
| 7e    | Liechtenstein | Marco Büchel        | 1 min 50 s 04 |
| 8e    | Autriche      | Fritz Strobl        | 1 min 50 s 12 |

### Ski de fond - 30 km poursuite H
| Place | Nation    | Athlète               | Temps             |
| ----- | --------- | --------------------- | ----------------- |
| 1er   | Russie    | Eugeni Dementiev      | 1 h 17 min 00 s 8 |
| 2e    | Norvège   | Frode Estil           | 1 h 17 min 01 s 4 |
| 3e    | Italie    | Pietro Piller Cottrer | 1 h 17 min 01 s 7 |
| 4e    | Italie    | Giorgio di Centa      | 1 h 17 min 03 s 2 |
| 5e    | Suède     | Anders Södergren      | 1 h 17 min 04 s 3 |
| 6e    | France    | Vincent Vittoz        | 1 h 17 min 07 s 5 |
| 7e    | Autriche  | Mikhail Botvinov      | 1 h 17 min 08 s 5 |
| 8e    | Slovaquie | Martin Bajčičák       | 1 h 17 min 08 s 7 |

### Snowboard - H
| Place | Nation     | Athlète            | Note |
| ----- | ---------- | ------------------ | ---- |
| 1er   | États-Unis | Shaun White        | 46,8 |
| 2e    | États-Unis | Daniel Kass        | 44,0 |
| 3e    | Finlande   | Markku Koski       | 41,5 |
| 4e    | États-Unis | Mason Aguirre      | 40,3 |
| 5e    | Finlande   | Antti Autti        | 39,1 |
| 6e    | France     | Gary Zebrowski     | 38,6 |
| 7e    | Suisse     | Markus Keller      | 38,5 |
| 8e    | Allemagne  | Christophe Schmidt | 37,5 |

### Patinage de vitesse - 3000 m F
| Place | Nation             | Athlète                 | Temps         |
| ----- | ------------------ | ----------------------- | ------------- |
| 1er   | Pays-Bas           | Ireen Wüst              | 4 min 02 s 43 |
| 2e    | Pays-Bas           | Renate Groenewold       | 4 min 03 s 48 |
| 3e    | Canada             | Cindy Klassen           | 4 min 04 s 37 |
| 4e    | Allemagne          | Anni Friesinger         | 4 min 04 s 59 |
| 5e    | Allemagne          | Claudia Pechstein       | 4 min 05 s 54 |
| 6e    | Allemagne          | Daniela Anschuetz Thoms | 4 min 06 s 89 |
| 7e    | République tchèque | Martina Sáblíková       | 4 min 08 s 42 |
| 8e    | Canada             | Kristina Groves         | 4 min 09 s 03 |

### Luge - Simple H
| Place | Nation     | Athlète            | Temps total    |
| ----- | ---------- | ------------------ | -------------- |
| 1er   | Italie     | Armin Zöggeler     | 3 min 26 s 088 |
| 2e    | Russie     | Albert Demtschenko | 3 min 26 s 198 |
| 3e    | Lettonie   | Martins Rubenis    | 3 min 26 s 445 |
| 4e    | États-Unis | Tony Benshoof      | 3 min 26 s 598 |
| 5e    | Allemagne  | David Moeller      | 3 min 26 s 711 |
| 6e    | Allemagne  | Jan Eichhorn       | 3 min 26 s 743 |
| 7e    | Allemagne  | Georg Hackl        | 3 min 26 s 919 |
| 8e    | Italie     | Reinhold Rainer    | 3 min 27 s 002 |

### Saut à ski - individuel H
| Place | Nation    | Athlète          | Points |
| ----- | --------- | ---------------- | ------ |
| 1er   | Norvège   | Lars Bystøl      | 266,5  |
| 2e    | Finlande  | Matti Hautamäki  | 265,5  |
| 3e    | Norvège   | Roar Ljøkelsøy   | 264,5  |
| 4e    | Allemagne | Michael Uhrmann  | 264,0  |
| 5e    | Suisse    | Andreas Kuettel  | 262,5  |
| 6e    | Finlande  | Janne Ahonen     | 261,5  |
| 7e    | Pologne   | Adam Małysz      | 261,0  |
| 8e    | Allemagne | Michael Neumayer | 260,5  |

### Short-track - 1500 m H
| Place | Nation       | Athlète          | Temps                     |
| ----- | ------------ | ---------------- | ------------------------- |
| 1er   | Corée du Sud | Ahn Hyun-soo     | 2 min 25 s 341            |
| 2e    | Corée du Sud | Ho-Suk Lee       | 2 min 25 s 600            |
| 3e    | Chine        | Jiajun Li        | 2 min 26 s 005            |
| 4e    | Canada       | Charles Hamelin  | 2 min 26 s 375            |
| 5e    | Hongrie      | Viktor Knoch     | 2 min 26 s 806            |
| 6e    | Chine        | Ye Li            | disqualifié               |
| 7e    | Canada       | Mathieu Turcotte | 2 min 24 s 558 (finale B) |
| 8e    | Italie       | Fabio Carta      | 2 min 24 s 658 (finale B) |

## Médailles du jour
| Rang | Nations            | Médaille d'or, Jeux olympiques | Médaille d'argent | Médaille de bronze | Total |
| ---- | ------------------ | ------------------------------ | ----------------- | ------------------ | ----- |
| 1er  | Norvège            | 1                              | 1                 | 1                  | 3     |
| -    | Russie             | 1                              | 1                 | 1                  | 3     |
| 3e   | Corée du Sud       | 1                              | 1                 | 0                  | 2     |
| -    | États-Unis         | 1                              | 1                 | 0                  | 2     |
| -    | Pays-Bas           | 1                              | 1                 | 0                  | 2     |
| 6e   | Italie             | 1                              | 0                 | 1                  | 2     |
| 7e   | Estonie            | 1                              | 0                 | 0                  | 1     |
| -    | France             | 1                              | 0                 | 0                  | 1     |
| 9e   | Finlande           | 0                              | 1                 | 1                  | 2     |
| 10e  | République tchèque | 0                              | 1                 | 0                  | 1     |
| -    | Autriche           | 0                              | 1                 | 0                  | 1     |
| 12e  | Canada             | 0                              | 0                 | 1                  | 1     |
| -    | Chine              | 0                              | 0                 | 1                  | 1     |
| -    | Lettonie           | 0                              | 0                 | 1                  | 1     |
| -    | Suisse             | 0                              | 0                 | 1                  | 1     |